# Monasterio de Putna
El monasterio de Putna (en rumano, Mănăstirea Putna) situado a unos 30 kilómetros al noroeste de la ciudad de Radauti, cerca del río Putna, Rumanía, en medio de un pintoresco paisaje de montañas y colinas cubiertas de bosques, es uno de los principales centros religiosos y culturales de la Iglesia ortodoxa rumana.
Fue construido entre los años 1466 y 1469, durante el mandato de Esteban III de Moldavia, que se encuentra inhumado allí, siendo hoy un lugar de peregrinación. La actual iglesia fue casi construida de nuevo entre los años 1653 y 1662. Primera y principal institución monástica del Principado de Moldavia, funcionó como escuela de retórica, gramática y lógica para la formación del clero, así como de fundamental centro difusor de influencia artística en la región.
Inmediatamente después de que Esteban el Grande ganara la batalla en la que conquistó la ciudadela de Kilia, comenzó a trabajar en el monasterio como un medio para dar gracias a Dios, el 10 de julio de 1466: la iglesia iba a estar dedicada a la Virgen María. . La vida eremítica anterior (en el lugar donde se construyó el monasterio) fue probada por humanos enterrados profundamente bajo los cimientos de los edificios más antiguos de Esteban el Grande. Una crónica de la época menciona que Esteban compró la aldea de Vicovu de Sus a cambio de 200 zloty y adjudicó la tierra y los ingresos al tesoro del monasterio.
Putna se completó en tres años, pero se consagró solo después de un año más, dado que los moldavos participaron en otras batallas. El 3 de septiembre de 1470, durante una ceremonia a la que asistieron Esteban y toda su familia, el monasterio fue consagrado por el metropolitano Teoctist, convirtiéndose posteriormente en el lugar religioso más importante de la zona.
La iglesia actual fue prácticamente reconstruida entre 1653 y 1662 por Vasile Lupu y sus sucesores. Aunque el edificio sigue la planta de una iglesia típica de Moldavia de los siglos XV y XVI, tiene muchas características arquitectónicas y decorativas que son características de la arquitectura del siglo XVII.
Durante mucho tiempo, se creyó que el sitio había sido diseñado por un arquitecto griego llamado Theodor; desde entonces, se ha demostrado que la interpretación de las crónicas de Kilia en las que se basaba esto era incorrecta.
El bordado más antiguo del monasterio, fechado a finales del siglo XIV, es un epitafio realizado con seda e hilo de oro por Euphima, una monja serbia, hija de Vojihna, junto con su hija Euprasijka.